# One of Them (Lost)
One of Them este un episod al serialului de televiziune Lost, sezonul 2.